# Zbigniew Matoga
Zbigniew Matoga (ur. 12 lutego 1957) – polski lekkoatleta, który specjalizował się w skoku w dal.
Pięciokrotny medalista mistrzostw Polski seniorów zdobył jeden medal srebrny (Lublin 1982) oraz cztery brązowe krążki (Poznań 1979, Łódź 1980, Zabrze 1981 oraz Lublin 1984). W 1982 roku sięgnął po jedyny w karierze tytuł halowego mistrza Polski. Reprezentant kraju w meczach międzypaństwowych.
Rekordy życiowe w skoku w dal: stadion – 7,98 (28 sierpnia 1982, Warszawa); hala – 7,65 (21 lutego 1982, Zabrze). 21 maja 1983 roku w austriackim Schwechat przy zbyt sprzyjającym wietrze, przekraczającym dopuszczalne 2 m/s, uzyskał rezultat 8,00, który to wynik nie może być oficjalnie uznanym rekordem życiowym skoczka.